# Chagny (Saône-et-Loire)
Chagny é uma comuna francesa na região administrativa da Borgonha-Franco-Condado, no departamento de Saône-et-Loire. Estende-se por uma área de 18.9 km². Em 2010 a comuna tinha 5 612 habitantes (densidade: 296,9 hab./km²).